# Andrea Bocelli
Andrea Bocelli je talijanski pjevač (tenor), tekstopisac i producent. Rođen je 22. rujna 1958. godine u toskanskom mjestu Lajaticou, nedaleko od Pise. 
Od rođenja je imao problema s očima zbog urođenog glaukoma. Godine 1970., u dobi od 12 godina, nakon nesreće na nogometnoj utakmici posve je izgubio vid.
Upisao pravni fakultet u Pisi. Kao student često je nastupao po barovima.

## Karijera
Karijera mu je počela 1992. godine kada se Bocelli javio na audiciju koju je organizirao talijanski pjevač Zucchero u potrazi za tenorom.
Luciano Pavarotti je bio očaran talentom Andrea Bocellija.
Do danas Bocelli je prodao preko 70 milijuna albuma.

## Albumi
- Il Mare Calmo della Sera – 1994.
- Bocelli – 1995.
- Viaggio Italiano – 1995.
- Romanza – 1997.
- Himna za svijet – 1997.
- Himna za svijet II – 1998.
- Aria – 1998.
- Sogno – 1999.
- Arie sacre – 1999.
- Verdi – 2000.
- Cieli di Toscana – 2001.
- Sentimento – 2002.
- Andrea – 2004.
- Amore – 2006.
- The Best of Andrea Bocelli – Vivere – 2007.
- Incanto – 2008.
- My Christmas – 2009.

## Vanjske poveznice
- Webstranica Bocellija
- Životopis[neaktivna poveznica]
- Životopis MTVa  Arhivirana inačica izvorne stranice od 18. prosinca 2009. (Wayback Machine)
- Webstranica Teatro del Silenzio  Arhivirana inačica izvorne stranice od 28. prosinca 2009. (Wayback Machine)